# Walldorf (Baden)
Walldorf er en tysk by med 15.534 indbyggere i Rhein-Neckar-kredsen i den tyske delstat Baden-Württemberg. En af byens sønner er John Jacob Astor, grundlæggeren af hotelkæden Waldorf-Astoria og Waldorfsalaten. Rudolf Steiner-skolerne går i mange land under betegnelsen Waldorf-skoler, eftersom den første skole blev grundlagt af direktøren for Waldorf-Astoria-cigaretfabrikken i Stuttgart, Emil Molt.
Indtil slutningen af det 19. århundrede var Walldorf en landsby, hvor der blev dyrket. humle, tobak og aspargesl. Efterhånden forvandlede landsbyen sig til en handelsplads for landbrugsprodukter. Der dyrkes også i dag asparges i området, som af aspargesbønderne sælges direkte til forbrugerne.
I dag er der i Walldorf flere arbejdspladser end indbyggere, nemlig mere end 15.500. Dermed er byen en magnet for hele oplandet. De vigtigste brancher er Informationsteknologi (SAP SE), trykindustri (Heidelberger Druckmaschinen), boligartikler (IKEA), farver og lak, smørestofteknik, byggeri, og musikinstrumenter (session GmbH).

## Historie
Walldorf nævnes første gang den 20. oktober 770 i et gavebrev til Lorsch Kloster. Navnet betyder «landsbyen i skoven».
Under Den tyske bondekrig og Trediveårskrigen blev byen åsted for kamphandlinger og plyndringer. Under Den Pfalziske Arvefølgekrig i 1689 blev den fuldstændig ødelagt og først nogen år senere bosatte folk sig i byen igen. Nybyggerne var, som i det meste af Kurpfalz, trosflygtninger fra Schweiz. Det gjaldt blandt andre slægten Astor.
Som følge af bygningen af Rhindalbanen fra Mannheim til Karlsruhe i 1843 oplevede Walldorf i det 19. århundrede et økonomisk opsving. I 1901 tildelte storhertug Frederik 1. af Baden Walldorf stadsretten. 
Under arkeologiske udgravninger ved  Walldorf blev er fra 2001 til 2002 opdaget rester af en romersk gård. Det indhegnede fire hektar store gårdområde forsørgede sandsynligvis områdets romerske tropper. Anlægget blev formodentlig etableret i det 1. århundrede.
I oktober 1940 blev Walldorfs jøder deporteret til den franske interneringslejr Gurs. Mange af dem blev senere myrdet i de tyske koncentrationslejre. Tyve Stolpersteine Arkiveret 29. juli 2020 hos  Wayback Machine (snublesten) på byens fortove minder om dem.

## Galleri
- Astorhuset
- Den evangeliske kirke
- Den katolske kirke
- Hovedkontoret til SAP